# Número de Deborah
El Número de Deborah (De) es un número adimensional usado en reología para caracterizar lo "fluido" que es un material. Cuantifica la observación de que, dado el tiempo suficiente, incluso un material similar a un sólido podría fluir, o un material similar a un fluido puede actuar sólido cuando se deforma lo suficientemente rápido. 

## Historia
El profesor Markus Reiner, un profesor del Instituto Tecnológico de Israel en Israel, dio nombre a este número gracias a una frase dicha por la profetisa Débora en la Biblia:
"Las montañas fluyeron delante del Señor"
del Libro de los Jueces, 5:5,  הָרִ֥ים נָזְל֖וּ מִפְּנֵ֣י יְהוָ֑ה hā-rîm nāzəlū  mippənê Yahweh).

## Definición
Formalmente el número de Deborah se define como el cociente entre el tiempo de relajación, que caracteriza la fluidez intrínseca de un material, y la escala temporal característica de un experimento (o simulación por ordenador). Cuanto más pequeño sea el número de Deborah, el material es más fluido.
Escrito en forma de ecuación:
| Símbolo                          | Nombre                            | Unidad |
| -------------------------------- | --------------------------------- | ------ |
| {\displaystyle \mathrm {De} }    | Número de Deborah                 |        |
| {\displaystyle t_{\mathrm {c} }} | Tiempo de relajación del material | s      |
| {\displaystyle t_{\mathrm {p} }} | Escala temporal característica    | s      |

El numerador, tiempo de relajación, es el tiempo necesario para que se produzca una cantidad de referencia de la deformación bajo una carga de referencia aplicada repentinamente. Por lo tanto, un material más fluido requerirá menos tiempo para fluir, lo que da un número de Deborah más bajo en relación con un sólido sometido a la misma velocidad de carga.
El denominador, tiempo material, es la cantidad de tiempo requerido para alcanzar una tensión de referencia determinada, por lo tanto una velocidad de carga más rápida alcanzará la tensión de referencia antes, dando un número de Deborah más alto.
De manera equivalente, el tiempo de relajación es el tiempo requerido para que la tensión inducida, por una tensión de referencia aplicada repentinamente, se reduzca en una cierta cantidad de referencia. El tiempo de relajación se basa en realidad en la velocidad de relajación que existe en el momento de la carga aplicada repentinamente.
Esto incorpora tanto la elasticidad como la viscosidad del material. En los números más bajos de Deborah, el material se comporta de una manera más fluida, con un flujo viscoso newtoniano asociado. A mayor número de Deborah, el comportamiento material ingresa al régimen no newtoniano, cada vez más dominado por la elasticidad y que demuestra un comportamiento sólido.
Por ejemplo, para un sólido elástico de Hooke, el tiempo de relajación tc será infinito y desaparecerá para un fluido viscoso newtoniano. Para el agua líquida,  es típicamente tc 10−12s para los aceites lubricantes que pasan a través de los dientes de engranajes a alta presión, es del orden de  10−6s y para los polímeros en proceso de plástico, el tiempo de relajación será del orden de pocos segundos. Por lo tanto, dependiendo de la situación, estos líquidos pueden exhibir propiedades elásticas, que se apartan de un comportamiento puramente viscoso.
Mientras que De es similar al número de Weissenberg y a menudo se confunde con él en la literatura técnica, tienen diferentes interpretaciones físicas. El número de Weissenberg indica el grado de anisotropía u orientación generada por la deformación, y es apropiado para describir flujos con un historial de estiramiento constante, como el corte simple. En contraste, el número de Deborah se debe usar para describir flujos con un historial de estiramiento no constante, y representa físicamente la velocidad a la que se almacena o libera la energía elástica.

## Superposición tiempo-temperatura
El número de Deborah es particularmente útil para conceptualizar el principio de superposición tiempo-temperatura. La superposición tiempo-temperatura tiene que ver con alterar escalas de tiempo experimentales utilizando temperaturas de referencia para extrapolar las propiedades mecánicas dependientes de la temperatura de los polímeros. Un material a baja temperatura con un largo tiempo experimental o de relajación se comporta como el mismo material a alta temperatura y corto tiempo experimental o de relajación si el número de Deborah sigue siendo el mismo. Esto puede ser particularmente útil cuando se trabaja con materiales que se relajan en una escala de tiempo prolongado bajo una cierta temperatura. La aplicación práctica de esta idea surge en la ecuación de Williams-Landel-Ferry. La superposición tiempo-temperatura evita la ineficiencia de medir el comportamiento de un polímero durante largos períodos de tiempo a una temperatura específica utilizando el número de Deborah.